# Parafia Najświętszego Serca Pana Jezusa w Bysinie
Parafia Najświętszego Serca Pana Jezusa w Bysinie – rzymskokatolicka parafia znajdująca się w archidiecezji krakowskiej, w dekanacie Myślenice, w Polsce.